# Liuella
Liuella es un género de foraminífero planctónico considerado homónimo posterior de Liuella Wang & Bai, 1992, y sustituido por Liuenella de la Subfamilia Hedbergellinae, de la Familia Hedbergellidae, de la Superfamilia Rotaliporoidea, del Suborden Globigerinina y del Orden Globigerinida. Su especie tipo era Liuella falklandica. Su rango cronoestratigráfico abarcaba el Campaniense inferior (Cretácico superior).

## Descripción
Liuella incluía especies con conchas trocoespiraladas, con tendencia a hacerse planiespiralada, y de forma discoidal-globular; sus cámaras eran globulares o subglobulares, creciendo en tamaño de forma gradual; sus suturas intercamerales eran rectas e incididas; su contorno era redondeando o subpoligonal, y lobulado; su periferia era redondeada, con una amplia banda imperforada; su ombligo era estrecho; su abertura era interiomarginal, espiroumbilical, en forma de arco bajo a medio, y bordeada por un labio relativamente grueso; presentaba pared calcítica hialina, macroperforada, con la superficie lisa a punteada.

## Discusión
El género Liuella no ha tenido mucha difusión entre los especialistas. Liuella fue considerado homónimo posterior del arácnido Liuella Wang & Bai, 1992, y sustituido por el nombre genérico Liuenella. Algunos autores han considerado Liuella (= Liuenella) un sinónimo subjetivo posterior de Hedbergella, pero se diferencia por la presencia de una banda imperforada amplia en la periferia. Clasificaciones posteriores incluirían Liuella en la superfamilia Globigerinoidea.

## Paleoecología
Liuella (= Liuenella) incluía foraminíferos con un modo de vida planctónico, de distribución latitudinal templada a subpolar (Atlántico Sur), y, como Hedbergella, habitantes pelágicos de aguas superficiales (medio epipelágico).

## Clasificación
Liuella incluía a la siguiente especie:
- Liuella falklandica †